# 平安镇 (恭城县)
平安镇，原为平安乡，是中华人民共和国广西壮族自治区桂林市恭城瑶族自治县下辖的一个乡镇级行政单位。2018年撤乡设镇。。区划代码改为450332105。

## 行政区划
平安镇下辖以下地区：
和平村、大岭村、下山源村、陶庄村、大江村、北洞源村、北溪村、巨塘村、新街村、桥头村、路口村、三新桥村、陶马坪村、黄埠村和土陂村。

## 交通
- 贵广客运专线：恭城站